# Margherita Stewart
Margherita Stewart (Perth, 25 dicembre 1424 – Châlons-en-Champagne, 16 agosto 1445) è stata una principessa scozzese per nascita e delfina di Francia per matrimonio.

## Biografia
Margaret Stewart nacque il 25 dicembre 1424 ed era la primogenita del re Giacomo I di Scozia e di Giovanna Beaufort, dopo di lei vennero altre cinque sorelle e due fratelli uno dei quali successe al padre come Giacomo II di Scozia.

## Matrimonio
Margherita fu scelta da Carlo VII di Francia come futura moglie del delfino Luigi di Valois. Fu una decisione meramente diplomatica per Carlo che lo impose al figlio, cosa che, non deve essere stata d'aiuto.
Il matrimonio venne celebrato a Tours il 24 giugno 1436 e come, moltissimi altri, era, per l'appunto, un matrimonio politico, i due giovani erano piuttosto vicini d'età e non vi sono resoconti accurati circa le prime impressioni che ebbero l'uno dell'altro, le cronache riportano solo che Luigi, quando la vide il giorno prima del matrimonio, l'abbracciò com'era di prassi.
La posizione politica francese era tutt'altro che solida in quegli anni tanto che, per gli standard reali, il matrimonio di Margaret e Luigi fu estremamente sobrio, tanto che i festeggiamenti furono estremamente contenuti sia nella durata che nella sostanza, impegnati nella faticosa riconquista del regno Carlo non poteva fare di più.
Data la giovane età degli sposi il matrimonio non venne subito consumato e i due vissero separatamente, Margherita continuò i propri studi, mentre Luigi andò con il padre per il paese procacciando sostegno in quelle regioni ancora leali alla corona. Fu durante questo viaggio che Luigi cominciò a essere chiamato Delfino facendo mostra della propria intelligenza e forza di carattere.
Margherita era considerata bella e con una certa abilità nei componimenti anche se niente di quanto venne scritto di sua mano sopravvisse alla sua morte, la sua bellezza non l'aiutò con il marito, i rapporti coniugali erano freddi in quanto Margherita appoggiava sempre il suocero, il quale invece era in conflitto con il delfino. La principessa si sentiva isolata anche da parte della corte e ciò le provocò la depressione.

## Morte
Nella notte del 16 agosto 1445 Margherita morì a Châlons-en-Champagne, qualche giorno prima si era unita a un breve viaggio compiuto dalla corte e il gran caldo del periodo unito al freddo di una stanza in cui s'era cambiata la fece ammalare di una febbre che le fu fatale.
Margherita venne sepolta a Thouars, qualche anno dopo Luigi si risposò con Carlotta di Savoia da cui ebbe diversi figli fra cui l'erede Carlo VIII di Francia.

## Ascendenza
|                                    |                                            |                                  | Genitori                             |  |  | Nonni |  |  | Bisnonni             |  |  | Trisnonni      |  |
|                                    |                                            |                                  |                                      |  |  |       |  |  | Roberto II di Scozia |  |  | Walter Stewart |  |
|                                    |                                            |                                  |                                      |  |  |       |  |  | Roberto II di Scozia |  |  | Walter Stewart |  |
|                                    |                                            | Marjorie Bruce                   |                                      |  |  |       |  |  | Roberto II di Scozia |  |  |                |  |
| Roberto III di Scozia              |                                            |                                  |                                      |  |  |       |  |  | Roberto II di Scozia |  |  |                |  |
|                                    |                                            | Elizabeth Mure                   | Sir Adam Mure                        |  |  |       |  |  |                      |  |  |                |  |
|                                    |                                            | Elizabeth Mure                   | Sir Adam Mure                        |  |  |       |  |  |                      |  |  |                |  |
|                                    |                                            | Elizabeth Mure                   | Joan Cunningham                      |  |  |       |  |  |                      |  |  |                |  |
| Giacomo I di Scozia                |                                            | Elizabeth Mure                   |                                      |  |  |       |  |  |                      |  |  |                |  |
|                                    |                                            | John Drummond di Lennox          | …                                    |  |  |       |  |  |                      |  |  |                |  |
|                                    |                                            | John Drummond di Lennox          | …                                    |  |  |       |  |  |                      |  |  |                |  |
|                                    |                                            | John Drummond di Lennox          | …                                    |  |  |       |  |  |                      |  |  |                |  |
| Annabella Drummond                 |                                            | John Drummond di Lennox          |                                      |  |  |       |  |  |                      |  |  |                |  |
|                                    |                                            | Mary di Montifex                 | Sir William Montifex                 |  |  |       |  |  |                      |  |  |                |  |
|                                    |                                            | Mary di Montifex                 | Sir William Montifex                 |  |  |       |  |  |                      |  |  |                |  |
|                                    |                                            | Mary di Montifex                 | …                                    |  |  |       |  |  |                      |  |  |                |  |
| Margherita Stewart                 |                                            | Mary di Montifex                 |                                      |  |  |       |  |  |                      |  |  |                |  |
|                                    | Giovanni Plantageneto, I duca di Lancaster | Edoardo III d'Inghilterra        |                                      |  |  |       |  |  |                      |  |  |                |  |
|                                    | Giovanni Plantageneto, I duca di Lancaster | Edoardo III d'Inghilterra        |                                      |  |  |       |  |  |                      |  |  |                |  |
|                                    | Giovanni Plantageneto, I duca di Lancaster | Filippa di Hainaut               |                                      |  |  |       |  |  |                      |  |  |                |  |
| John Beaufort, I conte di Somerset | Giovanni Plantageneto, I duca di Lancaster |                                  |                                      |  |  |       |  |  |                      |  |  |                |  |
|                                    |                                            | Katherine Swynford               | Payne De Roet                        |  |  |       |  |  |                      |  |  |                |  |
|                                    |                                            | Katherine Swynford               | Payne De Roet                        |  |  |       |  |  |                      |  |  |                |  |
|                                    |                                            | Katherine Swynford               | …                                    |  |  |       |  |  |                      |  |  |                |  |
| Giovanna Beaufort                  |                                            | Katherine Swynford               |                                      |  |  |       |  |  |                      |  |  |                |  |
|                                    |                                            | Thomas Holland, II conte di Kent | Thomas Holland, I conte di Kent      |  |  |       |  |  |                      |  |  |                |  |
|                                    |                                            | Thomas Holland, II conte di Kent | Thomas Holland, I conte di Kent      |  |  |       |  |  |                      |  |  |                |  |
|                                    |                                            | Thomas Holland, II conte di Kent | Giovanna di Kent                     |  |  |       |  |  |                      |  |  |                |  |
| Margaret Holland                   |                                            | Thomas Holland, II conte di Kent |                                      |  |  |       |  |  |                      |  |  |                |  |
|                                    |                                            | Alice FitzAlan                   | Richard FitzAlan, X conte di Arundel |  |  |       |  |  |                      |  |  |                |  |
|                                    |                                            | Alice FitzAlan                   | Richard FitzAlan, X conte di Arundel |  |  |       |  |  |                      |  |  |                |  |
|                                    |                                            | Alice FitzAlan                   | Eleonora di Lancaster                |  |  |       |  |  |                      |  |  |                |  |
|                                    |                                            | Alice FitzAlan                   |                                      |  |  |       |  |  |                      |  |  |                |  |

|                                    |                                            |                                  | Genitori                                 |  |  | Nonni |  |  | Bisnonni             |  |  | Trisnonni      |  |
|                                    |                                            |                                  |                                          |  |  |       |  |  | Roberto II di Scozia |  |  | Walter Stewart |  |
|                                    |                                            |                                  |                                          |  |  |       |  |  | Roberto II di Scozia |  |  | Walter Stewart |  |
|                                    |                                            | Marjorie Bruce                   |                                          |  |  |       |  |  | Roberto II di Scozia |  |  |                |  |
| Roberto III di Scozia              |                                            |                                  |                                          |  |  |       |  |  | Roberto II di Scozia |  |  |                |  |
|                                    |                                            | Elizabeth Mure                   | Adam Mure                                |  |  |       |  |  |                      |  |  |                |  |
|                                    |                                            | Elizabeth Mure                   | Adam Mure                                |  |  |       |  |  |                      |  |  |                |  |
|                                    |                                            | Elizabeth Mure                   | Joan Cunningham o Janet Mure di Ponkelly |  |  |       |  |  |                      |  |  |                |  |
| Giacomo I di Scozia                |                                            | Elizabeth Mure                   |                                          |  |  |       |  |  |                      |  |  |                |  |
|                                    |                                            | John Drummond di Stobhall        | Sir Malcolm Drummond                     |  |  |       |  |  |                      |  |  |                |  |
|                                    |                                            | John Drummond di Stobhall        | Sir Malcolm Drummond                     |  |  |       |  |  |                      |  |  |                |  |
|                                    |                                            | John Drummond di Stobhall        | Margaret de Graham                       |  |  |       |  |  |                      |  |  |                |  |
| Annabella Drummond                 |                                            | John Drummond di Stobhall        |                                          |  |  |       |  |  |                      |  |  |                |  |
|                                    |                                            | Mary Montifex                    | Sir William de Montifex                  |  |  |       |  |  |                      |  |  |                |  |
|                                    |                                            | Mary Montifex                    | Sir William de Montifex                  |  |  |       |  |  |                      |  |  |                |  |
|                                    |                                            | Mary Montifex                    | forse una donna della famiglia Monteith  |  |  |       |  |  |                      |  |  |                |  |
| Margaret Stewart                   |                                            | Mary Montifex                    |                                          |  |  |       |  |  |                      |  |  |                |  |
|                                    | Giovanni Plantageneto, I duca di Lancaster | Edoardo III d'Inghilterra        |                                          |  |  |       |  |  |                      |  |  |                |  |
|                                    | Giovanni Plantageneto, I duca di Lancaster | Edoardo III d'Inghilterra        |                                          |  |  |       |  |  |                      |  |  |                |  |
|                                    | Giovanni Plantageneto, I duca di Lancaster | Filippa di Hainaut               |                                          |  |  |       |  |  |                      |  |  |                |  |
| John Beaufort, I conte di Somerset | Giovanni Plantageneto, I duca di Lancaster |                                  |                                          |  |  |       |  |  |                      |  |  |                |  |
|                                    |                                            | Katherine Swynford               | Payne De Roet                            |  |  |       |  |  |                      |  |  |                |  |
|                                    |                                            | Katherine Swynford               | Payne De Roet                            |  |  |       |  |  |                      |  |  |                |  |
|                                    |                                            | Katherine Swynford               | …                                        |  |  |       |  |  |                      |  |  |                |  |
| Giovanna Beaufort                  |                                            | Katherine Swynford               |                                          |  |  |       |  |  |                      |  |  |                |  |
|                                    |                                            | Thomas Holland, II conte di Kent | Thomas Holland, I conte di Kent          |  |  |       |  |  |                      |  |  |                |  |
|                                    |                                            | Thomas Holland, II conte di Kent | Thomas Holland, I conte di Kent          |  |  |       |  |  |                      |  |  |                |  |
|                                    |                                            | Thomas Holland, II conte di Kent | Giovanna di Kent                         |  |  |       |  |  |                      |  |  |                |  |
| Margaret Holland                   |                                            | Thomas Holland, II conte di Kent |                                          |  |  |       |  |  |                      |  |  |                |  |
|                                    |                                            | Alice FitzAlan                   | Richard FitzAlan, X conte di Arundel     |  |  |       |  |  |                      |  |  |                |  |
|                                    |                                            | Alice FitzAlan                   | Richard FitzAlan, X conte di Arundel     |  |  |       |  |  |                      |  |  |                |  |
|                                    |                                            | Alice FitzAlan                   | Eleonora di Lancaster                    |  |  |       |  |  |                      |  |  |                |  |
|                                    |                                            | Alice FitzAlan                   |                                          |  |  |       |  |  |                      |  |  |                |  |